# Drillia knudseni
Drillia knudseni is een slakkensoort uit de familie van de Drilliidae. De wetenschappelijke naam van de soort is voor het eerst geldig gepubliceerd in 2006 door Tippett.
Het is een vervangingsnaam voor Drillia dunkeri Knudsen, 1952, homonym van Drillia dunkeri (Weinkauff, 1876)